# Зачарована долина
Зачаро́вана Доли́на — геологічний заказник загальнодержавного значення в Україні. Розташований у межах Іршавської міської громади Хустського району Закарпатської області, на північ від села Ільниця.
Розташований на південних схилах хребта Великий Діл (частина Вулканічного хребта), неподалік від вершини Бужора.
Площа заказника 150 га. Статус присвоєно згідно з рішенням ОВК від 25.07.1972 року № 243, ПРМ УРСР від 28.10.1974 року № 500, ПРМ УРСР від 03.08.1978 року № 383, ріш. ОВК від 23.10.1984 року № 253, (входить до складу Національного природного парку «Зачарований Край» з вилученням). Перебуває у віданні НПП «Зачарований Край».
Охороняється мальовниче міжгір'я у верхів'ї Смерекового потоку (Ялового потоку) з оригінальними кам'яними утвореннями. Скелі з вторинних кварцитів заввишки від 20 до 100 м внаслідок вивітрювання набули різноманітних фантастичних форм, що нагадують руїни замків (Городище Велетня), дерева (Смерековий Камінь), тварин (Верблюд-Велетень, Соколята). Є тут скам'янілий водоспад Шумило — потік застиглої лави. На правому березі потоку є печера з джерелом мінеральної води.
Рослинний покрив утворений різновіковим буковим лісом з домішками ялини європейської. Також тут багатий тваринний світ.
Найближчі населені пункти: Підгірне, Ільниця.

## Галерея

Смерековий Камінь
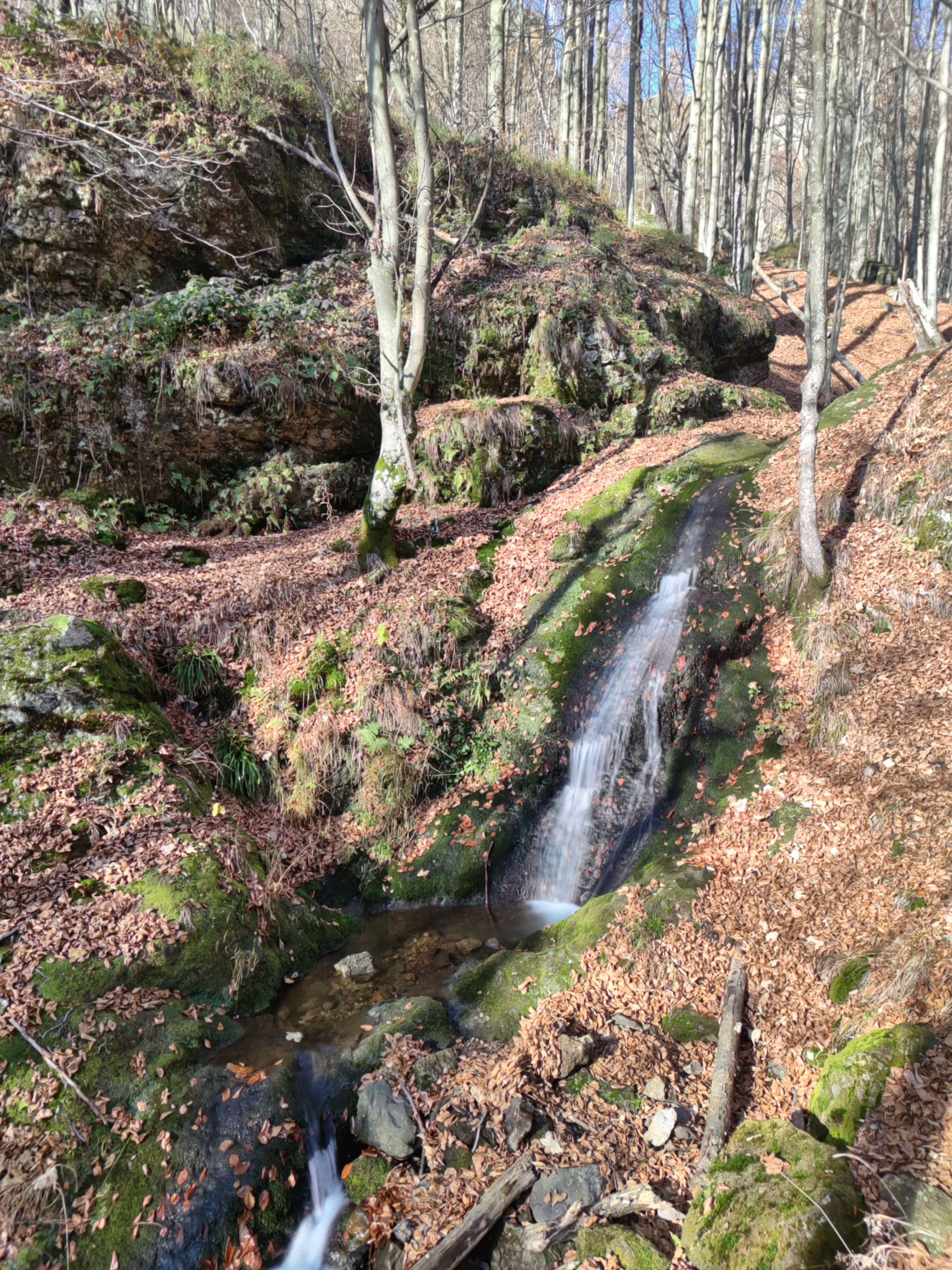
Водоспад Шумило
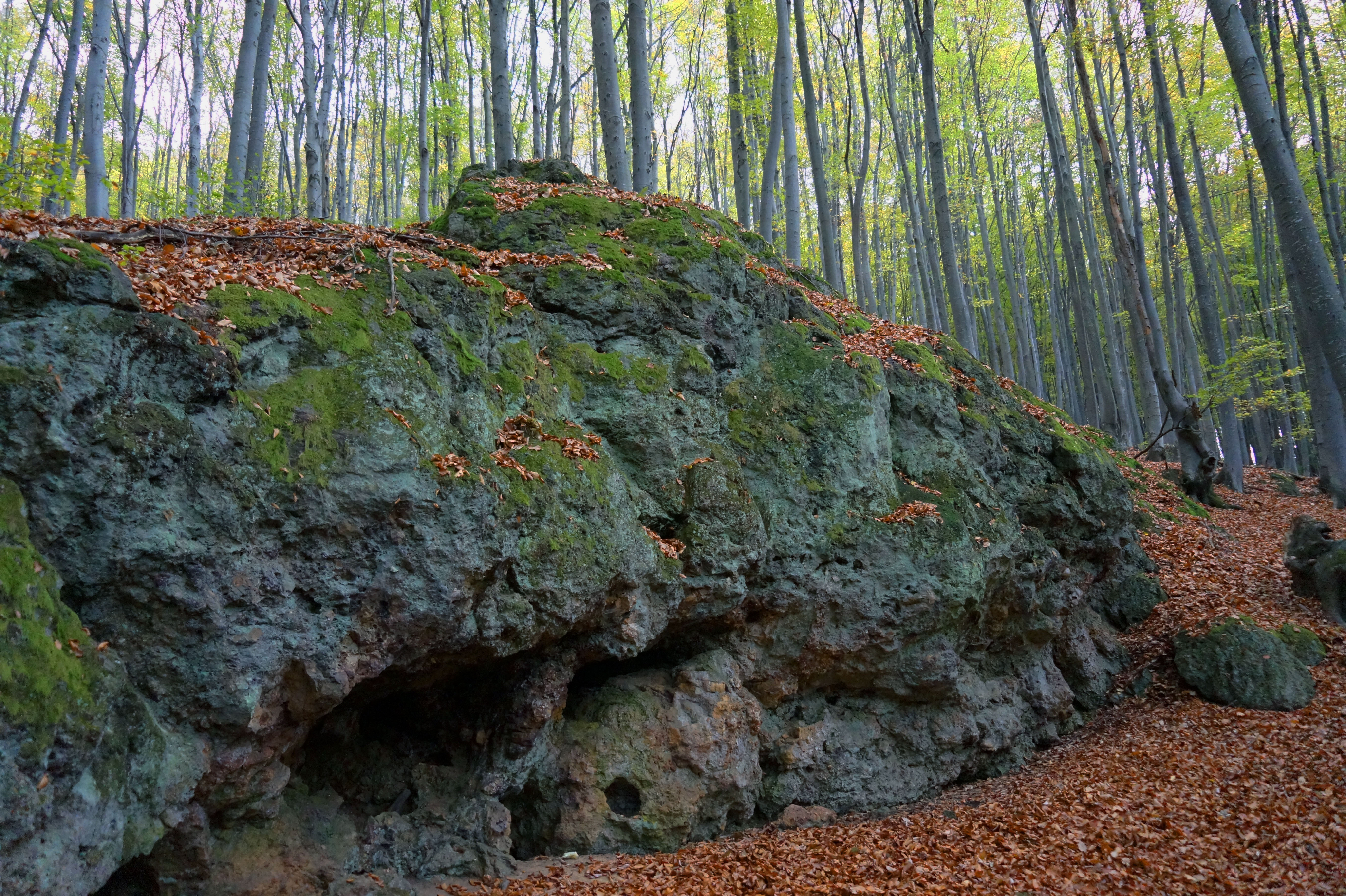
Скельне утворення